# Emmanuel d'Astier de la Vigerie

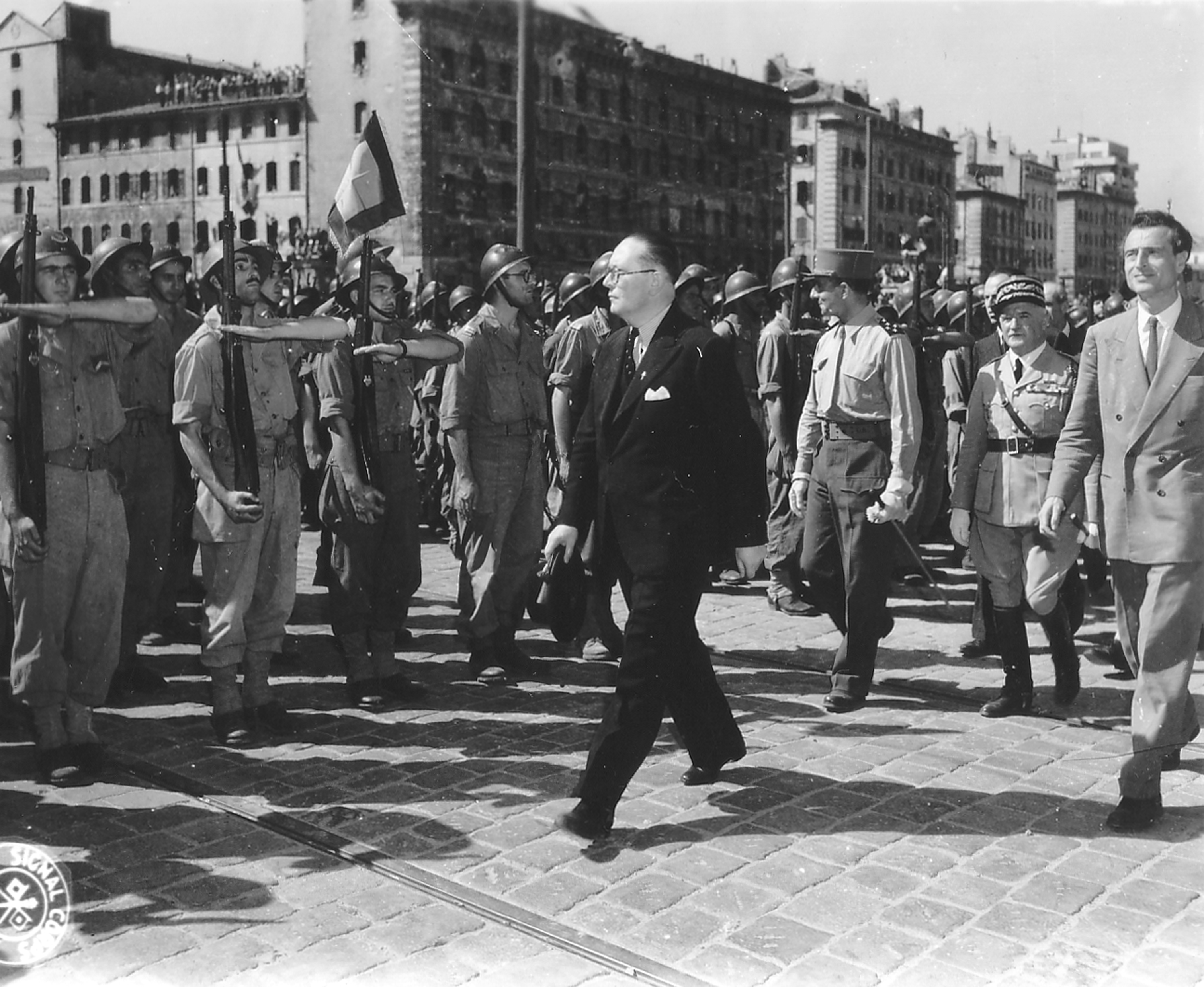
André Diethelm, pasando revista a las tropas en la Marsella libre en agosto de 1944. Aparecen en la imagen el general de Lattre de Tassigny y Emmanuel d'Astier de La Vigerie. Fotografía tomada desde el Quai de Rive-Neuve en el cruce con el Cours Jean-Ballard.

Emmanuel d'Astier de la Vigerie  (París, 6 de enero de 1900 - 12 de junio de 1969) fue un escritor, periodista y político francés. Miembro destacado de la Resistencia durante la Segunda Guerra Mundial, recompensado por ello con la Orden de la Liberación. Compositor de La Complainte du partisan, himno de la Resistencia francesa. No se consideraba un hombre de Estado, de gobierno o ideólogo.

## Familia
Caben destacar dos hermanos:
- Henri d'Astier de la Vigerie
- François d'Astier de la Vigerie

Su hijo, Christophe d'Astier de la Vigerie, periodista, participa en el periódico que funda su padre en 1941: Libération.

## Biografía
1900 :
- Nace el 6 de enero en París.
- Cursa estudios en el Liceo Condorcet y en el liceo privado Sainte-Geneviève de Versalles.

1919 : 
- Ingresa en la Escuela Naval de la Marina Nacional Francesa.

1931 : 
- Presenta su dimisión en la Marina e inicia su carrera como periodista.

1939 : 
- El 27 de agosto, días antes de la declaración de guerra, es llamado a filas por el Centro marítimo de informaciones de la ciudad portuaria de Lorient (en francés L'Orient, en bretón An Oriant).

### Segunda Guerra Mundial
1940:
- Junio: se une al Quinto Batallón, que se repliega en Port-Vendres.

- Julio: el 11, es licenciado del ejército, pero decide luchar contra Vichy y el invasor, dedicándose a buscar hombres y mujeres afines a sus pensamientos.

El primero en unirse a él es el comandante de aviación Édouard Corniglion-Molinier. 
- Septiembre: funda en Cannes el movimiento La Dernière Colonne, dedicada al sabotaje.

- Diciembre: detienen a Édouard Corniglion-Molinier, cofundador del movimiento.

Llega a Clermont-Ferrand, donde reina una atmósfera favorable a la Resistencia francesa, en especial en el seno del equipo de redacción de "La Montagne".
1941:
- Enero: debido a las numerosas detenciones que sufren los miembros de La Dernière Colonne, pasa a la clandestinidad con el seudónimo de «Bernard».

- Junio: crea con Jean Cavaillès el movimiento Libération, que se convertirá, junto con Combat y con Franc-Tireur, en uno de los tres movimientos de Resistencia más importantes en el sur. Libération recruta con frecuencia a miembros pertenecientes al ámbito sindical (CGT) y socialista.

Al mando del movimiento publica numerosos carteles y octavillas.
- Julio: publicación del primer número de Libération.

1942:
- Enero: establece contacto con Londres a través de Yvon Morandat, representante del general De Gaulle, y después a través de Jean Moulin, al que conoce por primera vez.

- Marzo: los responsables de los periódicos Libération, Combat y Franc-Tireur celebran en Aviñón una primera reunión, presidida por Jean Moulin.

- Mayo: realiza en un submarino una misión en Londres, en la que conoce al general De Gaulle, al que llamará más tarde «le Symbole». Se le envía a una misión en Washington.

- Junio: responsable de las negociaciones con Roosevelt para el reconocimiento de una Francia libre.

- Julio: vuelve a Francia a bordo de una trainera, con el grado de teniente coronel.

- Noviembre: tras un segundo viaje a Londres, regresa a Francia con Henri Frenay y es nombrado responsable del Comité de Coordination des Mouvements de Résistance.

1943:
- Enero: el CCMR pasa a denominarse Directorio de los Mouvements unis de la Résistance (MUR), en el que toma el cargo de Comisario de asuntos políticos.

- Abril: vuelve a Londres.

- Julio: tras la detención de Jean Moulin, regresa a Francia.

- Noviembre: asume las funciones de Comisario del Comité français de la Libération nationale (CFLN) en Argel. También se hace miembro del COMIDAC, Comité d'Action de Francia, creado en septiembre de 1943 en Argel, en el que se encarga de definir la estrategia y la financiación relativas a la Resistencia francesa.

1944:
- Enero: se reúne con Churchill en Marrakech para pedirle armas para la Resistencia.

- Junio: creación del Gobierno Provisional de la República Francesa.

- Julio: desembarca en Francia.

- Agosto: es nombrado ministro de Interior.

- Septiembre: abandona sus funciones tras rechazar el puesto de embajador en Washington.

### Posguerra
1945-1958: 
- Miembro de la Orden de la Liberación, comprometido con la izquierda e incluso próximo a los comunistas, a diferencia de sus hermanos François y Henri. Es elegido diputado por los progresistas del departamenro Ille y Vilaine.

1947: 
- Se casa con Lubov Krasin, hija de Leonid Krasin, un revolucionario soviético.

1952: 
- Se opone a la ratificación de la Comunidad Europea de Defensa.

1956: 
- Condena la intervención soviética en Hungría, distanciándose así de los comunistas por su neutralismo. Condena también la expedición por la crisis de Suez.

1957: 
- Se opone al Tratado de Roma.

1958:
- Recibe el Premio Lenin de la Paz por su labor como parte de la presidencia del Movimiento por la paz y del Consejo Mundial de la Paz en la década de los 50.

- 1 de junio: reniega del general De Gaulle a pesar de acercarse de manera progresiva al gaullismo.

- Apariciones televisivas en el conocido programa un Cuarto de hora de fama, donde se expresa con total libertad, sin dejar de mantener una actitud de respeto hacia el general.

1964: 
- Desaparece el diario Libération, que había fundado en 1941, al retirarle su apoyo el PCF.

1966: 
- Funda el mensual L’Événement, que se publicará entre febrero de 1966 y junio de 1969.

1969:
- Compañero de ruta de los gaullistas de izquierdas, su último acto político consiste en escribir en L’Événement: «Voto por Pompidou, la escarlatina», tomando así la comparación que hacía el comunista Jacques Duclos entre candidatos y enfermedades.

- 12 de junio: muere en París. Es enterrado en el cementerio de Arronville, en el Valle del Oise (95) (en francés: Val-d'Oise).

Pierre Viansson-Ponté escribe en Le Monde: «Era un hombre sin parangón».

## Condecoraciones
- Caballero de la Legión de honor.
- Miembro de la Orden de la Liberación, decreto del 24 de marzo de 1943.
- Cruz de guerra 1939-1945.

## Publicaciones
- Passage d'une Américaine, París, 1927
- Sept jours en été, Argelia, 1944
- Avant que le rideau ne tombe, París, 1945
- Sept jours en exil, París, 1946
- Sept fois sept jours, París, 1947
- Les Dieux et les Hommes 1943-1944, París, 1952
- L'Eté n'en finit pas, París, 1954
- Le miel et l'absinthe, París, 1957
- Les Grands, París, 1961. Este volumen contiene brillantes caracterizaciones de Stalin, Churchill, De Gaulle, Eisenhower y Khrouchtchev.
- Sur Saint-Simon, París, 1962
- Stalin, ese desconocido, Barcelona, 1963

Igualmente compuso la letra de La Complainte du partisan, con música de Anna Marly.